# Плоткін Григорій Давидович
Плоткін Григорій Давидович (22 грудня 1917 Одеса, УНР— 9 лютого 1986 Київ, УРСР) — український поет, письменник, драматург.

## Життєпис
Народився в родині службовця.
Закінчив Одеський університет (1938) та аспірантуру при кафедрі історії української літератури цього ж університету.
Учасник німецько-радянської війни.

## Творчість
Автор ряду документальних кіноповістей, тексту пісень до стрічки «Шельменко-денщик» (1957).
Є автором героїчної драми «Одеса».
Був членом Спілки письменників України (з 1934 року).

### Поезії
- «Народження весни» (1936)
- «Подолання простору» (1940)
- «Пісня про щиру любов» (1950). Лірична комедія у віршах
- «Пісні та вірші» (1951)
- «Вісники свободи» (1955). Повість у віршах
- «Слово солдата» (1958)
- «Ясно бачу» (1960)
- «Пригоди Джуекиті» (1963). Поема-казка
- «Ровесники» (1967)

### П'єси
- «Серце солдата» (1944)
- «Одеса» (1945)
- «Честь» (1947). Лібрето опери. У співавторстві з Г. Жуковським
- «Велике полювання» (1952)
- «Кармалюк» (1957). Лібрето опери. У співавторстві з В. Суходольським
- «Земля обітована» (1960)
- «На світанку» (1964). Героїчна комедія на 3 дії. За мотивами роману Ю. К. Смолича «Світанок над морем» (1956). Композитор О. А. Сандлер
- «Четверо з вулиці Жанни» (1967). Музична комедія на 3 дії. Композитор О. А. Сандлер[1].
- «Біля рідного причалу» (1969). У співавторстві з М. А. Ошеровським. Композитор В. Соловйов-Сєдой
- «Каштани Києва» (1972). Оперета. Композитор О. А. Сандлер
- «Втрачений горизонт» (1975). Драматична повість на 2 частини
- «Міст Патона» (1976). Лірична комедія-водевіль на 2 частини. Композитор В. Соловйов-Сєдой
- «Коли розлучаються з небом» (1980)
- «Небезпечна любов» (1980)
- «Небо залишається з нами» (1982). П'єса на 2 дії
- «Бермудський трикутник» (1983). Комедія на 2 дії.
- «Тев’є-молочник» (1984). За повістю Шолом-Алейхема[2].
- «Київська балада». П'єса на 2 дії

## Нагороди
- Ордени Червоної Зірки
- Орден «Знак Пошани»
- Медалі.

## Видання творів
- Пісні та вірші. — Київ : Держлітвидав України, 1951. — 142 с. — (Декада українського мистецтва та літератури; 1951).
- П'єси : На світанку ; Четверо з вулиці Жанни» ; Біля рідного причалу ; Каштани Києва. — Київ : Дніпро, 1973. — 264 с.
- Вибране : П'єси. — Київ : Дніпро, 1978. — 335 с.
- Встречные огни : Пьесы : Авторизованный перевод с украинского / Григорий Плоткин ; перевод А. Иванишиной ; [худож. И. В. Кошкарев]. — Москва : Советский писатель, 1979. — 431 с. — Содержание: На рассвете : героическая музыкальная комедия в трёх действиях; Четверо с улицы Жанны : современная легенда в трёх частях; Каштаны Киева : героическая комедия в трёх действиях с музыкой, песнями и танцами; Мост Патона („На Шипке всё спокойно!“) : лирическая комедия-водевиль в двух частях; Потерянный горизонт : драматическая повесть в двух частях; Письмо в ЦК : драматическая поэма.
- Небо залишається з нами : п'єса на 2 дії. — Київ : Мистецтво, 1982. — 59 с. — (Бібліотека сучасної драматургії; № 95).
- Бермудський трикутник : комедія на 2 дії. — Київ : [б. в.], 1983. — 63 с.
- Вибрані твори в двох томах. Том 1: Поезії / Передмова П. Моргаєнка. — Київ : Дніпро, 1987. — 358 c.
- Вибрані твори в двох томах. Том 2: П'єси. — Київ : Дніпро, 1987. — 367 с.